# Ню Йорк Ред Булс
Ню Йорк Ред Булс е американски футболен отбор от Ню Йорк. Основан е през 1995 г.
„Червените бикове“ носят името си от 2006 г., а преди това бяха известни като Ню Йорк/Ню Джърси Метростарс и Импайър Сокър Клуб. В тима играе и първият играч, сключил договор с MLS – Таб Рамос. Последваха го Роберто Донадони, Лотар Матеус и Юри Джоркаеф, както и треньорът Карлос Алберто Перейра.

## Известни играчи
- Лотар Матеус
- Юри Джоркаеф
- Тиери Анри
- Хуан Пабло Анхел
- Рафаел Маркес
- Тим Хауърд
- Клаудио Рейна